# Renata Ruiz
Renata Ruiz Pérez (Santiago, 8 de mayo de 1984) es una modelo, socióloga y presentadora chilena, ganadora del título Miss Chile 2005.

## Biografía
Comenzó su carrera de modelo cuando todavía estaba en el colegio —Redland School—. A los 17 años firmó contrato con la agencia Elite. Ganó el Elite Model Look Chile 2001 y luego viajó en septiembre de ese mismo año a Niza, Francia, para participar en un concurso internacional donde compitió con más de 60 candidatas de 40 países, de edades entre los 15 y 18 años. La ganadora fue la holandesa Rianne Ten Haken, de 180 cm, y Renata se ubicó en el segundo lugar.
En 2005 participó del Miss Universo Chile, donde resultó ganadora, superando a la máxima favorita antes de su ingreso al concurso, Adriana Aguayo. En Tailandia, Renata fue favorita de la prensa y las páginas que cubrieron el evento; sin embargo, no clasificó y la corona de Miss Universo 2005 fue para la canadiense Natalie Glebova.
Más tarde, estudió sociología en la Universidad Católica y lanzó una página web sobre datos de belleza.
Entre agosto de 2013 y agosto de 2016, condujo el programa Ciudad Rock & Pop que se transmitía de lunes a viernes al mediodía en radio Rock & Pop.

## Filmografía

### Televisión
- Algo está pasando - Conductora (Chilevisión, 2014)
- Festival de Viña del Mar - Jurado (Chilevisión, 2016)[2]
- E! Entertainment - Conductora Zona Trendy (2015)
- TNT - Conductora transmisión internacional Festival Viña Del Mar (2018)
- Un Día X - Conductora (Vía X, 2022)

## Libros
- Para ser bella (Editorial Planeta, 2015)

## Radio
- Ciudad Rock & Pop - Conductora (Rock & Pop, 2013-2016)
- Mapa Play - Conductora (Play FM, 2018-2020)
- Play V - Conductora (Play FM, 2020-2021)
- Amor moderno - Conductora (Play FM, 2021-)